# Franceville
Franceville este un oraș din provincia Haut-Ogooué, Gabon ce are o populație de 59.231 de locuitori. Acesta se află la 512 km sud-est de capitala Libreville și este situat pe malul râului Mpassa la capătul sudic al liniei Transgabonului și a drumului N3.